# 朱同𨨣
內鄉溫穆王朱同𨨣（1456年—1503年），明朝周藩第二代內鄉王，內鄉恭莊王朱有焵之孫，內鄉懷靖王（追封）朱子𡍌的庶長子。

## 生平
成化元年（1465年）九月，朱同𨨣襲封內鄉王。成化四年（1468年），因朱同𨨣之請，朝廷追封其父故鎮國將軍朱子𡍌為內鄉王，嫡母貞烈夫人蔡氏為內鄉王妃，並賜諡號、冊寶如例。
弘治十六年（1503年），朱同𨨣去世，享年四十八歲，諡號溫穆。嫡第四子內鄉長子朱安湩後襲爵。

## 家庭

### 妻
- 任氏，西城兵馬副指揮任賢長女，成化五年（1469年）冊為內鄉王妃[4]

### 妾
- 劉氏，生朱安湅[5]

### 子孫
- 庶長子：鎮國將軍朱安漜[6]
- 嫡四子：內鄉長子→內鄉溫定王朱安湩
- 庶五子：鎮國將軍朱安湅
  - 孫：輔國將軍朱睦禾
    - 曾孫：朱勤㷁
    - 曾孫：朱勤魴
    - 曾孫：朱勤魪
    - 曾孫：朱勤
    - 曾孫女：石城縣君，儀賓閆支
    - 曾孫女：石樓縣君，儀賓李樓北

  - 孫：輔國將軍朱睦欋
    - 曾孫：朱勤爚
    - 曾孫：朱勤
    - 曾孫女：隆化縣君，儀賓陳仲厚
    - 曾孫女：鄄城縣君，儀賓郭三戒
    - 曾孫女：景城縣君，儀賓趙鳩

  - 孫：輔國將軍朱睦
    - 曾孫：朱勤𤉫
    - 曾孫：朱勤
    - 曾孫女：興縣縣君

  - 孫：輔國將軍朱睦𨛌
    - 曾孫：朱勤

  - 孫：輔國將軍朱睦纅
    - 曾孫：朱勤

  - 孫：輔國將軍朱睦林
  - 孫：輔國將軍朱睦森
  - 孫：輔國將軍朱睦
    - 曾孫：朱勤

  - 孫：輔國將軍朱睦櫟
  - 孫女：分宜縣君，儀賓集龍
  - 孫女：印江縣君，儀賓趙縉
  - 孫女：元謀縣君，儀賓張璲
  - 孫女：井研縣君，儀賓龐庠[5]
- 庶六子：鎮國將軍朱安汲[7]
- 庶七子：鎮國將軍朱安洵
- 庶八子：鎮國將軍朱安湃
- 庶九子：鎮國將軍朱安湡
- 庶十子：鎮國將軍朱安浦[8]